# Seba

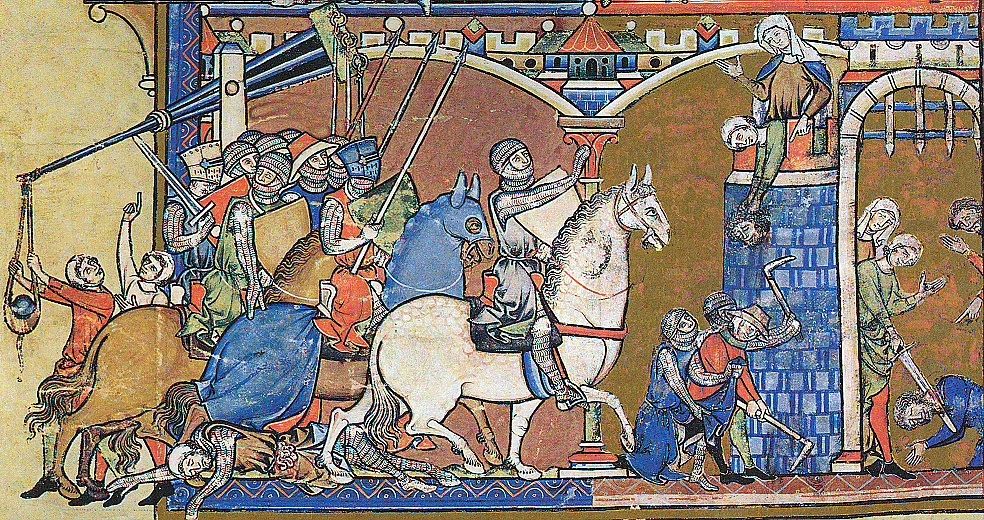
Ilustração da Bíblia Morgan de Joabe aproximando-se de Abel-Bete-Maacá e a cabeça de Seba sendo jogada de cima do muro (2 Samuel 20).

Seba (em hebraico: שיבא) era um filho de Bicri, da família de Bequer, filho de Benjamim, e, portanto, da linhagem de Saul, rei do Reino de Israel, onde era descendente.

## Biografia
O Antigo Testamento relata que Seba liderou uma revolta contra Davi, rei do Reino de Israel e Judá. Quando Davi voltou para Jerusalém após a derrota de Absalão, uma contenda surgiu entre as dez tribos e a tribo de Judá, porque esta última assumiu a liderança em trazer de volta o rei. Seba aproveitou esse estado de acontecimentos e levantou o estandarte da revolta, proclamando: "Não temos parte em Davi". Com seus seguidores, ele prosseguiu para o norte. Davi vendo-se necessário verificar esta revolta, ordenou a Abisai que levasse os gibborim ("homens valentes") e os guarda-costas e soldados, para que ele pudesse reunir e perseguir Seba. Joabe entrou na batalha e tendo traiçoeiramente coloca Amasa à morte, assumiu o comando do exército.
Joabe e Abisai chegaram ao norte do país na cidade de Abel-Bete-Maacá, onde eles sabiam que Seba havia se escondido. Eles cercaram a cidade. A mulher sábia da cidade (sem nome) convenceu Joabe a não destruir Abel Bete-Maaca, porque o povo não queria Seba escondido lá. Ela disse ao povo da cidade para matar Seba e que sua cabeça fosse jogada por cima do muro para Joabe.